# Almost Hear You Sigh
«Almost Hear You Sigh» —en español: «Casi puedo sentir tu respiro»— es una canción nominada al Grammy de la banda inglesa The Rolling Stones. Fue lanzada como sencillo e incluida en su álbum Steel Wheels de 1989. 

## Composición y grabación
Escrita por Mick Jagger, Keith Richards y Steve Jordan, la canción originalmente pertenecería al primer álbum solista de Keith Richards Talk is Cheap. Un año después, durante las sesiones en Montserrat del álbum Steel Wheels, Richards tocaría la canción para Chris Kimsey y Mick Jagger.
Los créditos de la composición de la canción hacia Steve Jordan, surgen de su trabajo con Richards en 1987 y 1988. Jagger modificó la letra pero se mantuvo la esencia y la melodía de la canción que había presentado Richards. 

## Lanzamiento y recepción
Lanzada como el tercer sencillo del álbum en enero de 1990, «Almost Hear You Sigh» escaló hasta la mitad superior del Billboard Hot 100 en los Estados Unidos, posicionándose ligeramente más alto en el Reino Unido, y conseguir llegar al número uno por una semana en el Hot Mainstream Rock Tracks.
Teniendo en cuenta que el lado B fue la canción «Break the Spell», y que la gira norteamericana de 1989 de los Stones había terminado en diciembre, la canción consiguió una difusión radial limitada. Un vídeo musical fue filmado en blanco y negro durante la visita de 1989 de la banda a Toronto, para dos shows en el Skydome.
La crítica musical del USA Today, Edna Gundersen, notó que la voz de Jagger y la guitarra de Richards suenan mejor en las canciones lentas de Steel Wheels como «Almost Hear You Sigh». El SF Weekly destaca esta canción como una de las mejores baladas de The Rolling Stones después de 1971. Aun así, Parry Gettelman del Orlando Sentinel destacó la nominación al Grammy de la pista como la de una canción relativamente poco inspiradora.
La canción ha sido raramente interpretada desde su lanzamiento, aunque formó parte de la lista de temas durante el Steel Wheels/Urban Jungle Tour.

## Posicionamiento en las listas
| Listas (1989)                      | Mejor posición |
| ---------------------------------- | -------------- |
| Alemania (Media Control AG)        | 58             |
| Bélgica (Flandes) (Ultratop 50)    | 27             |
| Estados Unidos Billboard Hot 100   | 50             |
| Países Bajos (Mega Single Top 100) | 11             |
| Reino Unido (UK Singles Chart)     | 31             |

## Personal
Acreditados:
- Mick Jagger: voz, coros
- Keith Richards: guitarra eléctrica, guitarra clásica, coros
- Ron Wood: guitarra eléctrica, coros
- Bill Wyman: bajo
- Charlie Watts: batería
- Chuck Leavell: teclado
- Matt Clifford: teclado
- The Kick Horns: vientos
- Luis Jardim: percusión
- Sarah Dash: coros
- Lisa Fischer: coros
- Bernard Fowler: coros